# Die Wolkenstadt
Die Wolkenstadt (Originaltitel: The Cloud Minders) ist die nach Ausstrahlungsreihenfolge 21. und nach Produktionsreihenfolge 19. Episode der dritten Staffel der Science-Fiction-Fernsehserie Raumschiff Enterprise. Sie wurde in englischer Sprache erstmals am 28. Februar 1969 bei NBC ausgestrahlt. In Deutschland war sie zum ersten Mal am 23. Mai 1988 in einer synchronisierten Fassung bei Sat.1 zu sehen, nachdem das ZDF sie bei der deutschen Erstausstrahlung der Serie in den Jahren 1972 bis 1974 übergangen hatte.

## Handlung
Im Jahr 2269 bei Sternzeit 5818.4 fliegt die Enterprise zum Planeten Ardana, um dort eine Ladung Zenit abzuholen, das dringend benötigt wird, um eine Pflanzenseuche auf Merak II zu bekämpfen. Captain Kirk und der erste Offizier Spock beamen auf die Oberfläche. Von dort haben sie einen guten Ausblick auf die am Himmel schwebende Hauptstadt Stratos, deren Bewohner sich ganz der Kunst und Kultur widmen. Allerdings finden Kirk und Spock das versprochene Zenit nicht vor. Stattdessen werden sie von Minenarbeitern, sogenannten Troglyten, angegriffen. Als Plasus, der Administrator von Stratos, mit zwei Wachen von der Wolkenstadt herunterbeamt, fliehen die Troglyten. Plasus erklärt, die Troglyten würden das Zenit leider als Druckmittel für Verhandlungen zurückhalten. Er schickt einen Suchtrupp los und lädt Kirk und Spock derweil nach Stratos ein.
In der Stadt machen sie die Bekanntschaft von Plasus’ Tochter Droxine, die sehr von Spocks Intellekt angetan ist. Während eines Rundgangs entdecken sie ein Troglyten-Messer, das in einem Kunstwerk steckt. Kurz darauf bringt eine Wache einen gefangenen Troglyten, den mutmaßlichen Kunstschänder. Er behauptet, hier einen Arbeitsauftrag zu haben, doch Plasus glaubt ihm nicht und will seine wahren Absichten durch Folter herausfinden. Daraufhin reißt sich der Troglyt von seinen Wachen los und stürzt sich von einem Balkon in die Tiefe.
Als Spock und Droxine sich später unterhalten, ruht sich Kirk in einem Quartier aus. Eine Frau schleicht sich mit einem Messer an ihn heran, in der Absicht, ihn als Geisel zu nehmen. Er erkennt sie als eine der Angreiferinnen von der Oberfläche wieder. Spock und Droxine kommen zu Hilfe und die Frau wird festgenommen. Ihr Name ist Vanna und sie arbeitet hier als Droxines Dienerin. Kirk und Spock haben nun einige Fragen und sie erfahren, dass die Troglyten sich im Aufruhr befinden und bessere Lebensbedingungen fordern. Das finden die Bewohner von Stratos unsinnig, denn ihrer Ansicht nach sind ihnen die Troglyten physisch und intellektuell unterlegen und daher schlicht unfähig, mehr als niedere Arbeiten zu verrichten. Nur ausgewählten Individuen wird gestattet, Dienste auf Stratos zu verrichten.
Plasus lässt Vanna foltern, um die Namen ihrer Mitverschwörer zu erfahren. Als Kirk davon erfährt, protestiert er, doch Plasus verbittet sich, dass die gesellschaftlichen Zustände auf Ardana in Frage gestellt werden und fordert Kirk auf, zur Enterprise zurückzukehren. Nach der Abreise weist Plasus insgeheim seine Wachen an, Kirk zu töten, falls er zurückkehren sollte.
Auf der Enterprise findet Schiffsarzt McCoy heraus, dass die eingeschränkte Intelligenz der Troglyten eine Folge des Gases ist, das sie beim Abbau des Zenits einatmen. Die Auswirkungen sind jedoch reversibel und einfache Masken mit einem Luftfilter würden das Gas komplett ungefährlich machen. Plasus wird von dieser Entdeckung unterrichtet, doch er will davon nichts wissen und beschuldigt Kirk, sich in die inneren Angelegenheiten des Planeten einzumischen. Kirk verfolgt nun einen alternativen Plan und will mit Vanna reden. Da sie sich schon eine Weile auf Stratos aufhält, dürfte sie nicht mehr unter dem Einfluss des Gases stehen und für Argumente zugänglich sein. Kirk lässt sich direkt in ihre Zelle beamen und unterbreitet ihr seinen Vorschlag, nach seiner Mission auf Merak II für alle Troglyten Masken fertigen zu lassen und sie in ihren Verhandlungen mit den Bewohnern von Stratos zu unterstützen. Vanna scheint darauf einzugehen und als eine Wache ihr Essen bringt, nutzen sie dies für einen Ausbruch. Sie begeben sich auf die Oberfläche, wo Vanna Kirk in eine Mine zu dem gestohlenen Zenit führen will. Dort angekommen gibt sie jedoch ein Signal an zwei Verbündete, die Kirk gefangen nehmen, denn Vanna glaubt nicht an die Wirkung des Gases.
Als ihre Verbündeten wieder fortgehen, um Wache zu halten, kann Kirk Vanna überrumpeln und bringt mit seinem Phaser den Eingang des Stollens, in dem sie sich befinden, zum Einsturz. Er funkt die Enterprise an und befiehlt Spock, Plasus mit dem Transporter zu erfassen und ohne Vorwarnung in den Stollen zu beamen. Als er eintrifft, zwingt Kirk ihn und Vanna dazu, Zenit abzubauen. Dadurch werden sie dem Gas ausgesetzt, das bei ihnen allen sehr schnell Verhaltensänderungen auslöst. Kirk und Plasus werden äußerst aggressiv und zwischen ihnen bricht ein Kampf aus. Vanna kann einen Hilferuf an die Enterprise richten und alle drei werden an Bord gebeamt, wo sich ihr Verhalten wieder normalisiert. Vanna ist nun von der Wirkung des Gases überzeugt. Sie übergibt Kirk das Zenit und akzeptiert sein Angebot der Maskenlieferungen. Droxine erklärt gegenüber ihrem Vater ihre Absicht, nicht länger nur auf Stratos leben zu wollen. Sie möchte auf die Oberfläche und sich mit der Lebenswirklichkeit der Minenarbeiter vertraut machen.

## Besonderheiten

### Verbindungen zu anderen Star-Trek-Produktionen
Einige Elemente aus dieser Folge wurden in späteren Star-Trek-Produktionen wieder aufgegriffen:
- Merak II wird in Folge 2.22 (Das Implantat) von Star Trek: Deep Space Nine aus dem Jahr 1994 erwähnt und ist in Folge 1.02 (Karten und Legenden) von Star Trek: Picard aus dem Jahr 2020 auf einer Sternenkarte eingezeichnet.
- Für die 5. Staffel der Serie Star Trek: Enterprise war ein Prequel zu Die Wolkenstadt geplant, was aber durch die vorzeitige Absetzung der Serie verhindert wurde.
- In Folge 2.02 (Kayshon, seine Augen offen) der animierten Serie Star Trek: Lower Decks von 2021 ist eine der Filtermasken, die Kirk für die Troglyten anfertigen lässt, zu sehen.
- Ardana ist in mehreren Folgen von Star Trek: Discovery, Star Trek: Picard und Star Trek: Strange New Worlds auf Sternenkarten verzeichnet.

### Sonstiges
Der Name „Troglyt“ ist vom griechischen Wort „Troglodyt“ („Höhlenbewohner“) abgeleitet.

## Produktion

### Drehbuch
Die Idee zu dieser Folge stammte von David Gerrold. Produzent Fred Freiberger stellte ihm zunächst Oliver Crawford zur Seite, da er den damals erst 23-jährigen Gerrold für zu unerfahren hielt, um die Geschichte allein weiterzuentwickeln. Die finale Drehbuchfassung legte er schließlich in die Verantwortung von Margaret Armen, die er als neuen Story Editor der Serie aufbauen wollte. Da Raumschiff Enterprise aber nach der 3. Staffel abgesetzt wurde, trat Armen diesen Posten nicht mehr an.
Gemäß Allan Ascherman dürfte die Folge maßgeblich von Fritz Langs Film Metropolis von 1927 inspiriert worden sein, in dem die Oberschicht ein Luxusleben in Wolkenkratzern verbringt, während die einfachen Arbeiter im Untergrund leben.

### Darsteller
Kirk Raymore, Darsteller einer Wache, spielte auch Duur in der Folge Im Namen des jungen Tiru.
Jimmy Fields, Darsteller einer Wache, hatte auch eine Statistenrolle als Besatzungsmitglied der Enterprise in der Folge Das Spinnennetz.
Garth Pilsbury, Darsteller des gefangenen Troglyten, spielte auch Crewman Wilson in der Folge Ein Parallel-Universum.

### Kostüme
Die Schutzbrillen der Troglyten wurden im Film Star Trek II: Der Zorn des Khan wiederverwendet.

### Effekte

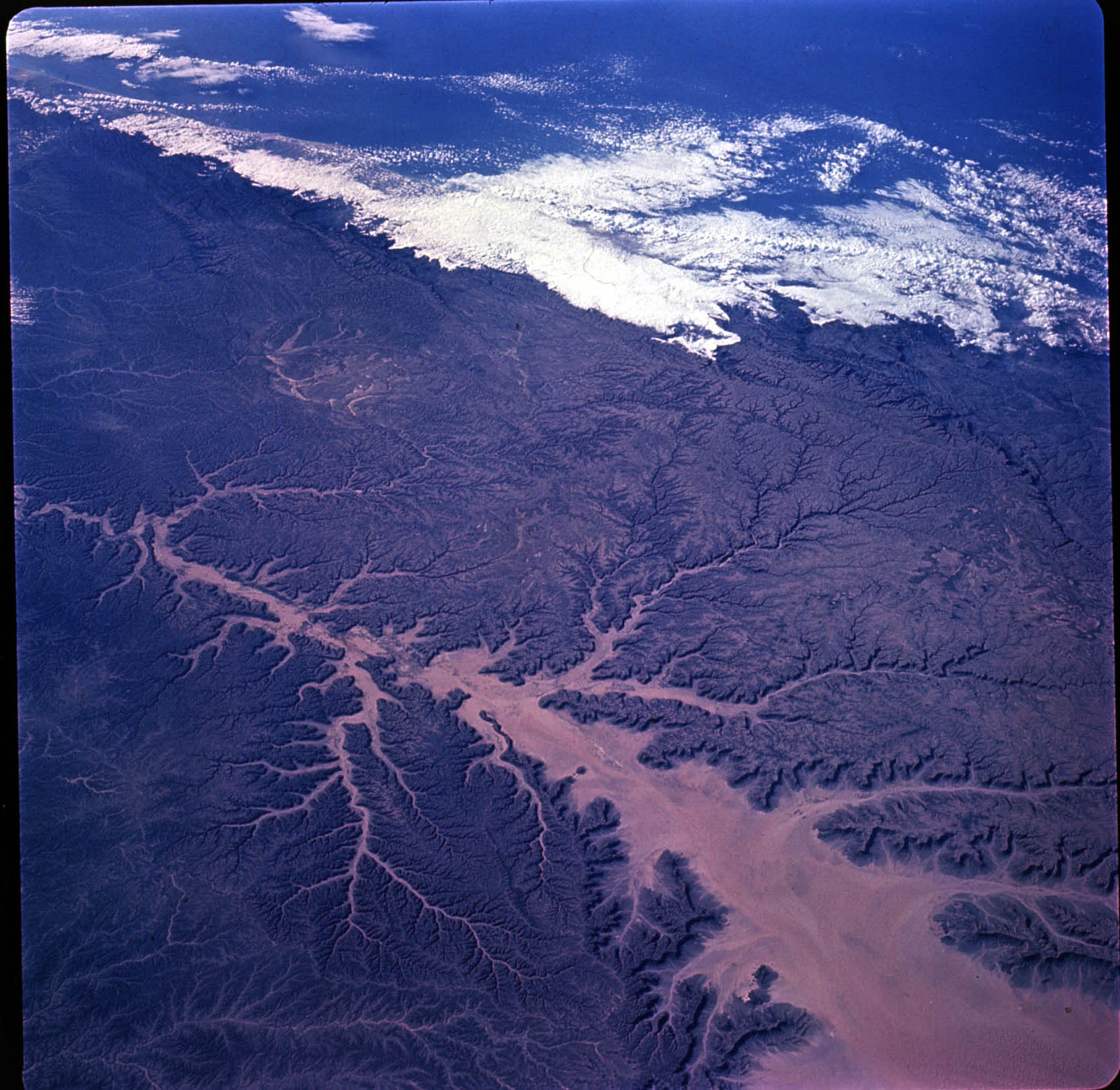
Aufnahme des Hadramaut-Plateaus

Für den Blick von Stratos auf die Planetenoberfläche wurde eine Aufnahme des Hadramaut-Plateaus im südlichen Jemen verwendet, die während der Gemini-4-Mission gemacht wurde.

## Adaptionen
James Blish schrieb eine Textfassung von Die Wolkenstadt, die auf Englisch erstmals 1972 in der Geschichtensammlung Star Trek 6 erschien. Die deutsche Übersetzung erschien 1972.

## Rezeption
Christian Blauvelt listete Die Wolkenstadt 2022 auf hollywood.com in einem Ranking aller 79 Raumschiff-Enterprise-Folgen auf Platz 42.

## Parodien und Anspielungen
Der Film Elysium von 2013 erzählt eine ähnliche Geschichte. Hier leben reiche Menschen in einer fliegenden Stadt (einer Raumstation), während die Armen auf der Erde niedere Arbeiten verrichten müssen.